# Орлов, Александр Сергеевич (историк)
Алекса́ндр Серге́евич Орло́в (1 декабря 1938 — 8 марта 2024) — советский и российский историк, автор многочисленных учебников, специалист по социально-политической истории России XVIII века и истории науки и образования в этот период. Кандидат исторических наук (1971), доцент МГУ имени М. В. Ломоносова, профессор Литературного института имени М. А. Горького. Один из авторов Большой Российской энциклопедии.

## Биография
В 1965 году окончил исторический факультет МГУ имени М. В. Ломоносова.
В 1971 году под научным руководством доктора исторических наук, профессора М. Т. Белявского защитил диссертацию на соискание учёной степени кандидата исторических наук «Волнения на Урале в 50—60-е гг. XVIII в. и экспедиция князя А. А. Вяземского».
С 1968 по 2019 год работал на историческом факультете МГУ имени М. В. Ломоносова.
В 1980-х г.г. — заместитель первого проректора МГУ по группе гуманитарных факультетов; в 1990 году — сопредседатель оргкомитета Студенческого совета МГУ.
С 1995 года — директор Музея истории МГУ им. М. В. Ломоносова.
Скончался 8 марта 2024 года на 86-м году жизни. Отпевание состоялось 12 марта в храме Мученицы Татианы при МГУ. Похороны прошли на Хованском Северном кладбище.

## Награды
- Лауреат премии имени М. В. Ломоносова за педагогическую деятельность (1997)
- Награждён орденом святого благоверного князя Даниила Московского (2004)
- Заслуженный работник высшей школы РФ (2005)[3]

## Научные труды

### Монографии
- Волнения на Урале в середине XVIII в. (к вопросу о формировании пролетариата в России). М., 1979.
- Седой Урал. Век XVIII / сост., предисл., комм. А. С. Орлов, Р. Г. Пихоя. М., 1983.
- Жажда познания. Век XVIII / сост., предисл., комм. А. С. Орлов, Ю. Н. Смирнов. М., 1986.
- Михайло Ломоносов: Жизнеописание. Избранные труды. Воспоминания современников. Суждения потомков. Стихи и проза о нём / сост., предисл, комм. А. С. Орлов, Г. Е. Павлова. М., 1990.
- Орлов А. С., Георгиева Н. Г., Георгиев В. А. Исторический словарь: более 2000 статей по истории России с древнейших времен до наших дней. — 2-е изд. — М.: Проспект, 2014. — 591 с. ISBN 978-5-392-11700-0

### Учебники и учебные пособия
- Пособие по истории СССР для подготовительных отделений вузов. М., 1979. (В соавт. с В. А. Георгиевым, Н. В. Наумовым, Т. А. Сивохиной.) Многочисленные переиздания.
- История России с древнейших времен до наших дней. Учебник. М., 1997. (В соавт. с В. А. Георгиевым, Н. Г. Георгиевой, Т. А. Сивохиной.) Многочисленные переиздания.
- Хрестоматия по истории России с древнейших времен до наших дней. М., 1999. (В соавт. с В. А. Георгиевым, Н. Г. Георгиевой, Т. А. Сивохиной.) Многочисленные переиздания.
- История России в схемах. М., 2008. (В соавт. с В. А. Георгиевым, Н. Г. Георгиевой, Т. А. Сивохиной.)
- Основы курса истории России. М., 1997. (В соавт. с В. А. Георгиевым, Ю. А. Полуновым, Ю. Я. Терещенко). Многочисленные переиздания.
- История России с древнейших времен до конца XVI в. Учебник для 6 класса. М., 2004.
- История России с конца XVI до начала XIX в. Учебник для 7 класса. М., 2004.

### Статьи
- Великая Отечественная война 1941—45 : [арх. 9 июля 2017] / А. С. Орлов // Большой Кавказ — Великий канал. — М. : Большая российская энциклопедия, 2006. — С. 722—732. — (Большая российская энциклопедия : [в 35 т.] / гл. ред. Ю. С. Осипов ; 2004—2017, т. 4). — ISBN 5-85270-333-8.